# Keith Waleskowski
Keith Christoper Waleskowski, (nacido el 26 de agosto de 1980 en Cape Girardeau, Misuri) es un exjugador de baloncesto estadounidense. Con 2.04 metros de estatura, jugaba en la posición de ala-pívot. Es hermano del también baloncestista Adam Waleskowski.

## Trayectoria
- Universidad de Dayton (2000-2004)
- Gijón Baloncesto (2004-2005)
- CB Murcia (2005-2006)
- Gijón Baloncesto (2006-2007)
- Club Baloncesto Lucentum Alicante (2007-2008)
- Melilla Baloncesto (2008-2009)
- Aurora Jesi (2009-2010)
- Scaligera Verona (2010-2012)
- Eisbären Bremerhaven (2012-2013)